# Neumayer-Krugfrucht
Die Neumayer-Krugfrucht (Amphoricarpos neumayerianus) ist eine Pflanzenart aus der Gattung in der Unterfamilie der Carduoideae innerhalb der Familie der Korbblütler (Asteraceae). Sie ist ein Endemit der westlichen und südlichen Balkanhalbinsel.

## Beschreibung

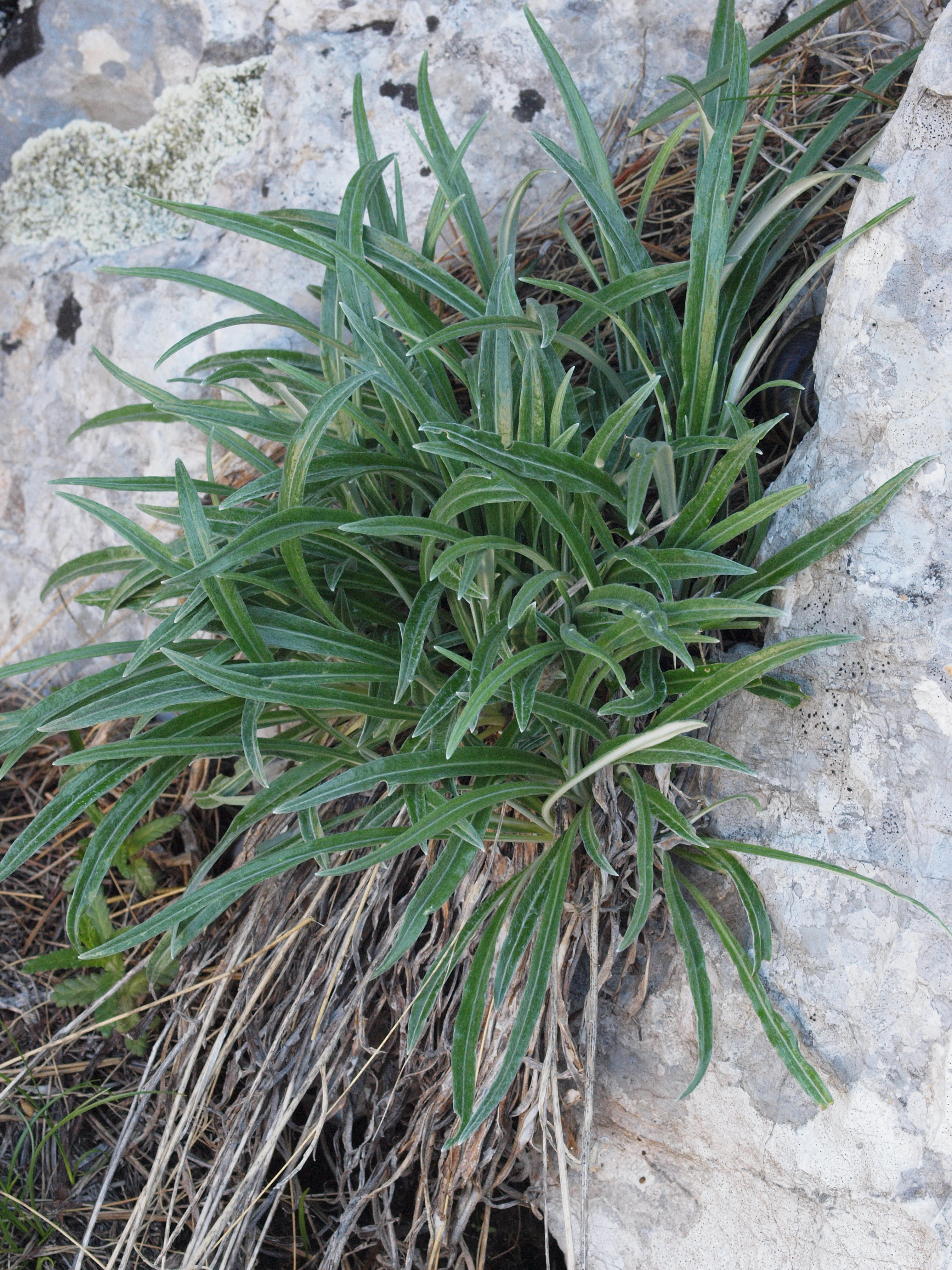
Blattrosette, hier am Wildstandort im Orjen

### Vegetative Merkmale
Die Neumayer-Krugfrucht ist eine ausdauernde krautige Pflanze und erreicht Wuchshöhen von meist 20 bis 50 (13 bis 65) Zentimetern. Sie bildet eine verholzende kurze Pfahlwurzel. Die selbstständig aufrechten bis überhängenden (bei Pflanzenexemplaren, die in Steilwänden wachsen) Stängel sind weißlich behaart.
Die Laubblätter der Blattrosetten sind gegenständig, meist 0,25 bis 0,50 (0,15 bis 0,65)-mal so lang wie die Stängel. Die Grundblätter sind oberseits grün, kahl bis wenig behaart, unterseits weißwollig. Sie sind an ihrer Basis zu einem kurzen Stiel verschmälert oder fast sitzend. Ihre Blattspreiten sind bei einer Länge von meist 7 bis 20 (5 bis 23) Zentimetern sowie einer Breite von meist 6 bis 22 (5 bis 32) Millimetern 5 bis 25 (3 bis 40)-mal länger als breit und lanzettlich bis eiförmig, elliptisch oder länglich-verkehrt eiförmig, ganzrandig, mit einem flachen oder bis 1,3 mm eingedrehten Rand und in einer Spitze endend.
Die meist 4 bis 7 (3 bis 10) Stängelblätter sind wechselständig angeordnet. Ihre Blattspreiten sind linealisch bis lanzettlich, selten lanzettlich-verkehrt eiförmig, ganz und kleiner; das unterste ist 6 bis 32 (1,5 bis 40)-mal länger als breit, 4 bis 17 (1,4 bis 22) Zentimeter lang, meist 4 bis 14 (2 bis 18) Millimeter breit, ganz und mit einem flachen oder eingedrehten Rand und in einer Spitze endend; die Behaarung ist ähnlich dem der Grundblätter.

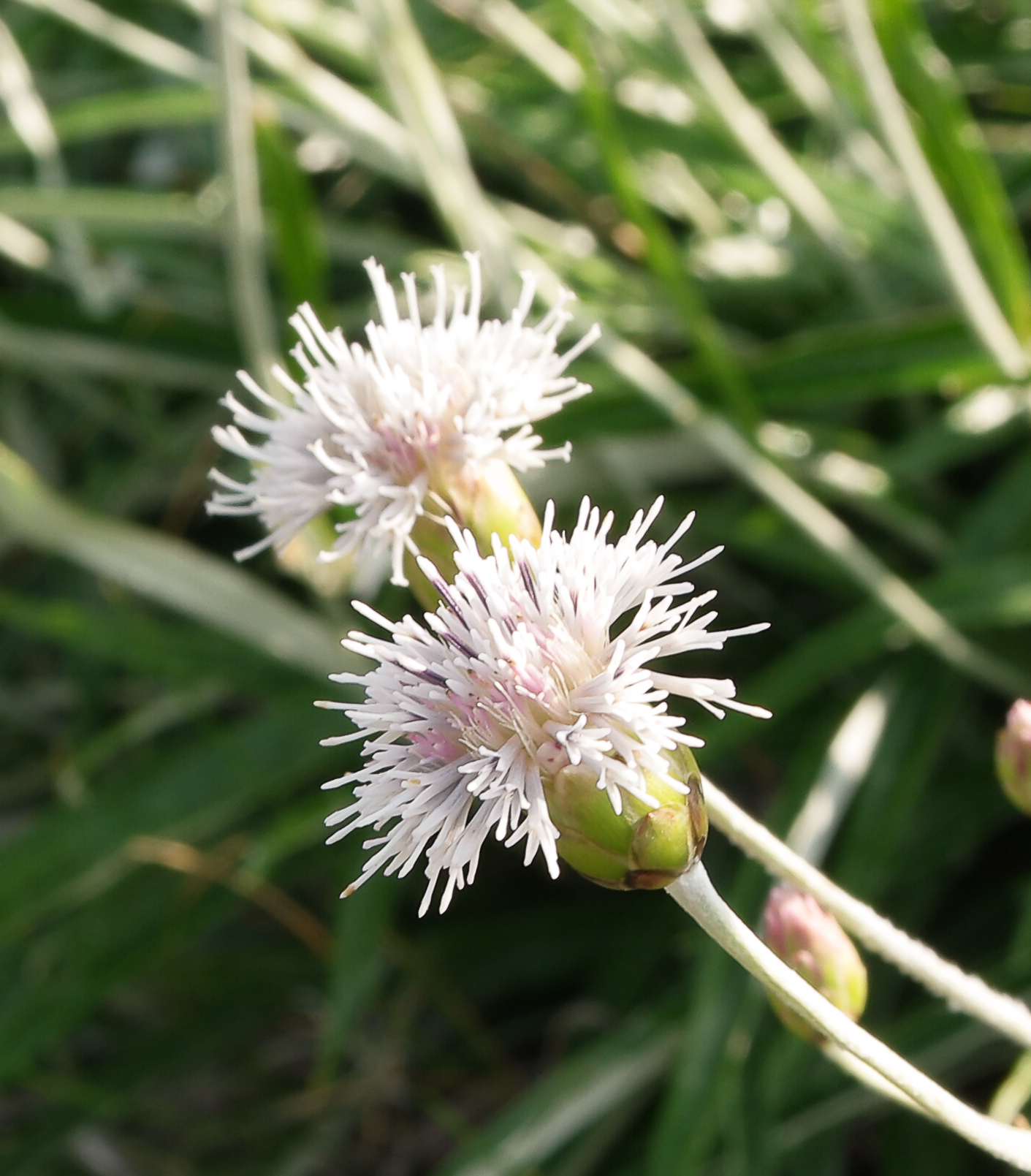
Blütenkörbe

### Generative Merkmale
Die Blütenkörbe stehen einzeln oder selten zu zweit oder zu viert. Sie weisen Durchmesser von 1,5 bis 2, selten bis zu 2,5 Zentimeter auf. Die  Hüllblätter sind zumeist länglich-eiförmig bis eiförmig-kugelförmig, in der Dritten Reihe meist 1,2 bis 2 (1 bis 2,5)-mal so lang wie breit, meist 4,5 bis 8 (4 bis 9,5) Millimeter lang und meist 3 bis 4,5 (2,6 bis 5) Millimeter breit, zumeist hakig gekrümmt, mit einer 0,35 bis 0,8 (0,2 bis 0,95) Millimeter breiten Membran. Das Receptaculum ist konvex, mit ganzen oder gefransten Schuppen.
Die Blüten sind rosafarben bis weißlich.
Die Achänen sind meist 4,5 bis 7,5 (3,5 bis 8,5) Millimeter lang, kaum bis dicht behaart, gerippt, die äußeren abgeflacht, die inneren zylindrisch. Die äußeren Achänen haben meist 0,2 bis 0,6 (0,1 bis 0,8) Millimeter breite Flügel und meist 0,2 bis 1,1 (0,1 bis 1,4) Millimeter lange Öhrchen. Der Pappus ist meist 6 bis 10 (4,5 bis 11) Millimeter lang.

### Chromosomenzahl
Die Chromosomenzahl beträgt 2n = 24.

## Verbreitung

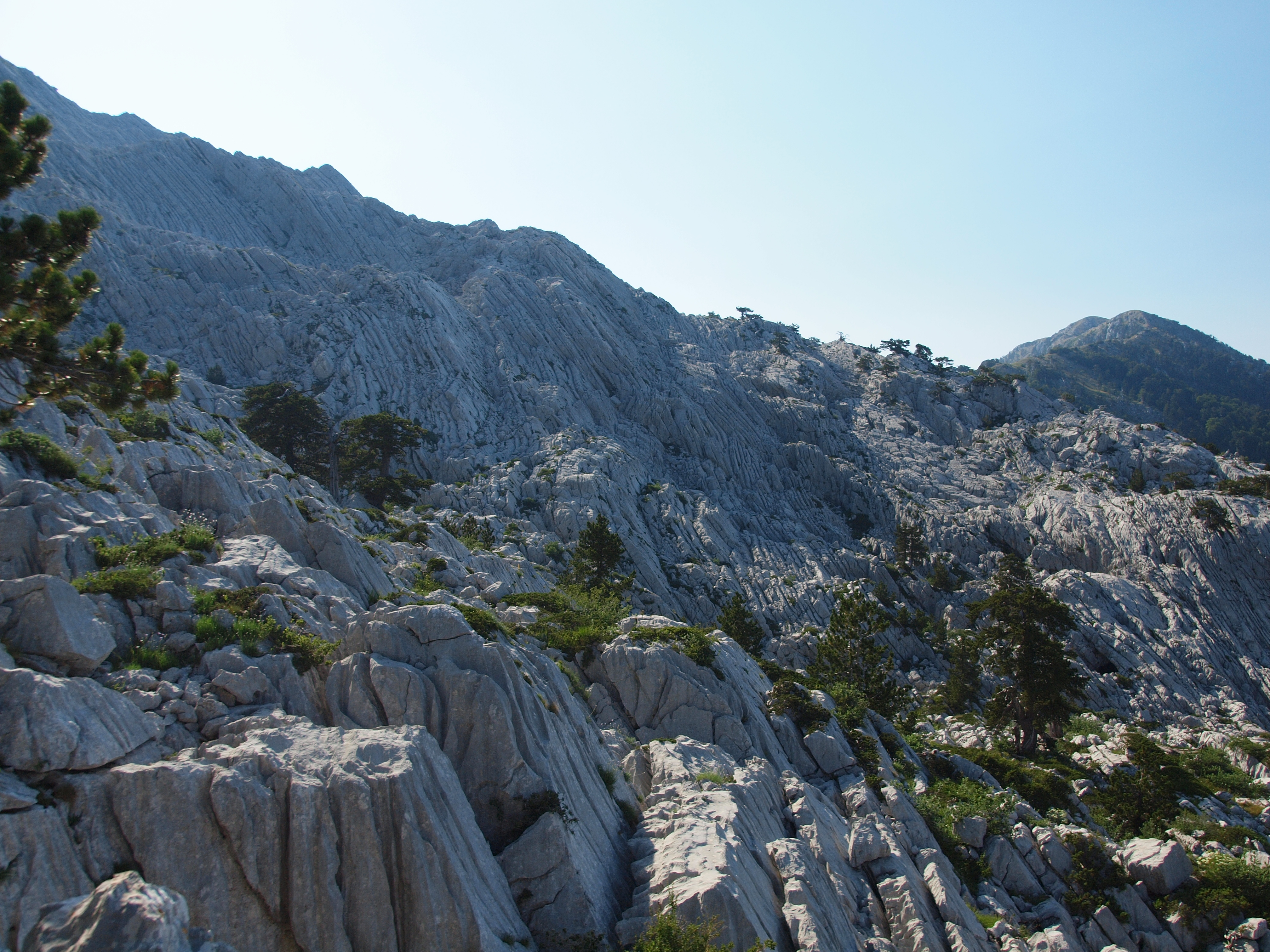
In Felspartien der oro-mediterranen oder subalpinen Stufe ist die Neumayer-Krugfrucht eine Charakterart. In den subadriatischen Dinariden sind u. a. die Kupfer-Felsenbirne, Potentilla speciosa oder die Felsen-Moltkie mit vergesellschaftet

Das diskontinuierliche Areal umfasst die Bergregionen der Dinariden zwischen dem Vlašić in Bosnien und Herzegowina bis zum Tymfi im Pindus in Griechenland. Sie wird in Albanien, Bosnien und Herzegowina, Griechenland, Mazedonien, Montenegro und Serbien gefunden.

## Pflanzensoziologie

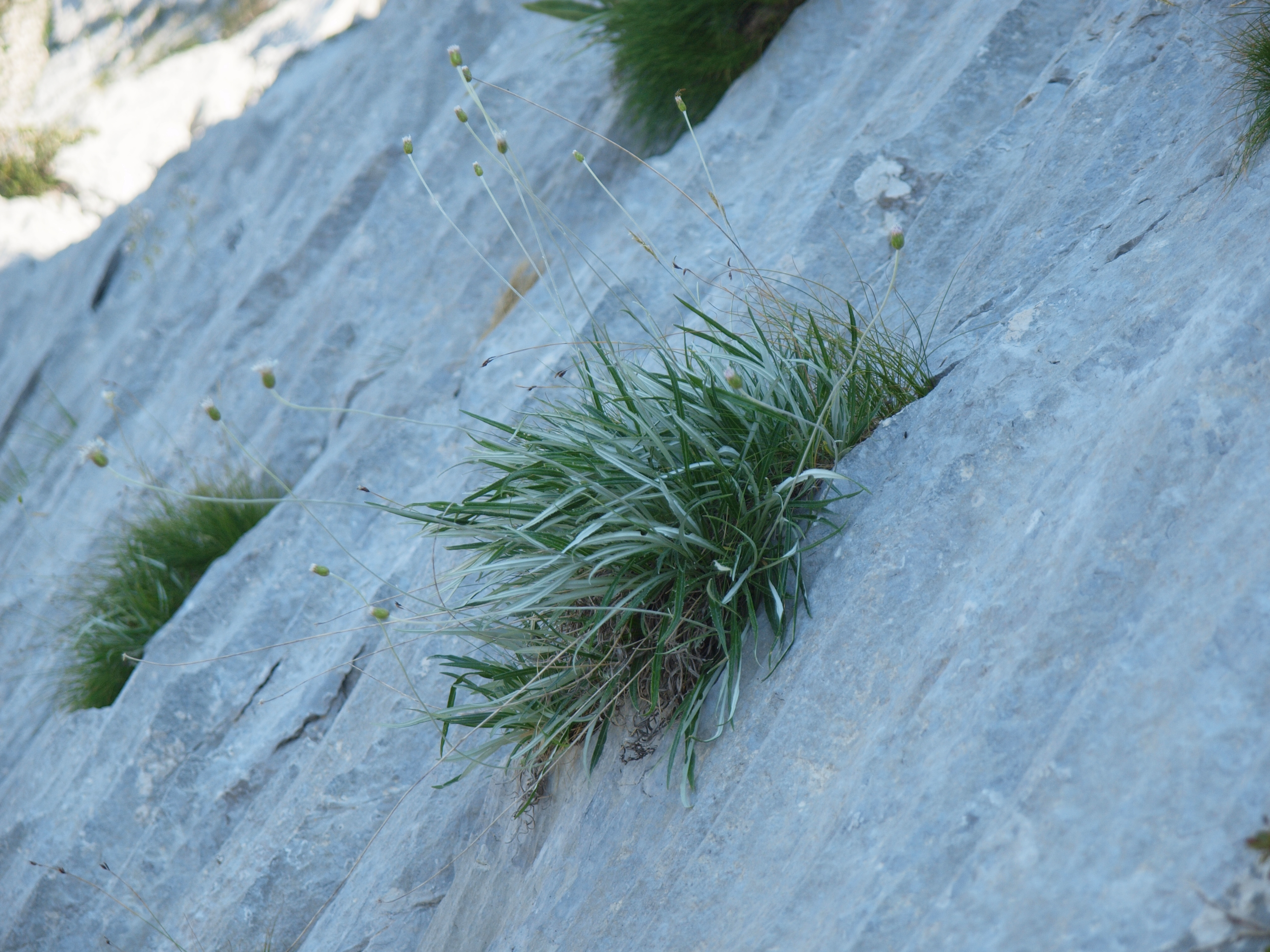
Ein typisches Habitat sind Vorsprünge an Schichttreppen des Glaziokarstes wie hier am Naturstandort in der Reovačka greda wo sie zusammen mit der Segge Carex kitaibelliana auftritt

Die Neumayer-Krugfrucht ist ein ausgesprochener Chasmophyt und Kalkfelsenart. Sie ist zugleich charakter- und namengebende Art der dinarischen subalpinen und oro-mediterranen Felsspaltenflur-Ordnung Amphoricarpetalia.
Aufgrund der diskontinuierlichen weiten Verbreitung und der zahlreichen lokalen Endemismen einzelner balkanischer Gebirgsgruppen ist  die Neumayer-Krugfrucht in zahlreichen pflanzensoziologischen Assoziationen verbreitet. Dabei gehört die Ordnung Amphoricarpetalia Lakušić zur Klasse der europäischen Felsvegetation Asplenietea rupestris Br.-Bl. 1943 und ist hierin eine eigene Ordnung der Karbonatfelsfluren.
In den subadriatischen Südost-Dinariden wurde der Verband Amphoricarpion neumayeri Lkšić. ausgewiesen, der zwischen den Felsfluren der Ordnungen Amphoricarpetalia und Moltkeetalia überleitet in dem thermophile Arten mediterranen und submediterraner Ursprungs auftreten. Aus den kontinentaleren Hochdinariden wurden der Verband Amphoricarpion bertiscei Lakušić beschrieben. Diesem gehören zahlreiche illyrische kältetolerante Arten wie die Quendelblättrige Büschelglocke oder die Dinarische Akelei an.